# IC 1182
IC 1182  ist eine aktive linsenförmige Galaxie mit ausgedehnten Sternentstehungsgebieten vom Hubble-Typ S0/a im Sternbild Herkules am Nordsternhimmel. Sie ist schätzungsweise 462 Millionen Lichtjahre von der Milchstraße entfernt und hat einen Durchmesser von etwa 135.000 Lichtjahren. Die Galaxie gilt als Mitglied des Herkules-Galaxienhaufens Abell 2151.

Im selben Himmelsareal befinden sich u. a. die Galaxien NGC 6045, NGC 6050, NGC 6054, IC 1185.
Das Objekt wurde am  11. August 1892 vom französischen Astronomen Stéphane Javelle entdeckt.